# Малхасянц, Геннадий Гараевич
Геннадий Гараевич Малхасянц (4 марта 1937, Кисловодск — 3 августа 2008, Москва) — советский и российский балетмейстер, артист балета и педагог. Заслуженный деятель искусств Российской Федерации (2003).

## Биография
По окончании Пермского хореографического училища (педагоги Ю. И. Плахт, К. А. Есаулова) в 1959—1965 годах в Пермском, в 1965—1967 годах в Воронежском театрах оперы и балета. В 1968—1971 годах в Москонцерте. В 1972 году окончил балетмейстерский факультет ГИТИСа (педагог А. В. Шатин). В 1971—1978 годах главный балетмейстер Воронежского театра оперы и балета. Ставил танцы в оперных и драматических спектаклях. В 1958—1965 годах преподавал характерный и дуэтный танец в Пермском хореографическом училище, в 1965—1967 годах характерный танец в Воронежском хореографическом училище. В 1978—1985 годах балетмейстер-педагог МХУ, преподавал также характерный танец и актёрское мастерство. С 1979 года преподавал в ГИТИСе (композиция народного-сценического танца и искусство балетмейстера). Ученики: В. С. Федянин, В. Ф. Миклин, Н. Н. Воскресенская. В 1985—1987 годах работал в Ираке, где поставил балеты «Альбаярек» А. Башир (труппа «Аштар балет», 1986), «Карнавал игрушек» на муз. П. И. Чайковского (1987, Багдадская школа балета). С 1992 года возглавлял факультет хореографии ИСИ. В 2004 году в Стамбуле поставил балет «Эмрах и Сельвихан» А. Ишикозлу (Турецкий театр оперы и балета).
Является автором множества концертных номеров, часть которых поставлена специально для хореографических училищ.
Умер 3 августа 2008 года в Москве.

## Семья
Жена — заслуженная артистка РСФСР Нина Ивановна Кондратьева (род. 1939).
Дочь —  солистка Большого театра Юлиана Геннадьевна Малхасянц (род. 1965).

## Театральные работы

### Роли
Первый исполнитель партий в Пермском театре оперы и балета: 
- Влюблённый («Болеро», 1961, балетмейстер М. М. Газиев)
- Пер Гюнт («Пер Гюнт». 1962, балетмейстер К. А. Есаулова)
- Говоруха-отрок («Выстрел», 1963, балетмейстер М. М. Газиев)
- Чёрный рыцарь («Шахматы», 1963, балетмейстер М. М. Газиев)
- Абдерахман («Раймонда», 1964, балетмейстер М. М. Газиев)

Другие партии: Ма Личен, Солор, Нурали и Гирей; Базиль, Тибальд.

### Постановки
- в Свердловском театре — «Корсар» (1971, оригинальная версия)
- в Воронежском театре — «Антоний и Клеопатра» Э. Л. Лазарева (1972, по собственному сценарию), «Раймонда» (1972, по собственному сценарию), «Тщетная предосторожность» Ф. Герольда (1974, оригинальная версия), «Память» и «Озорные частушки» Р. К. Щедрина, «Кармен-сюита» (всё 1974, по собственному сценарию), «Лауренсия» (1975), «Адам и Ева» («Сотворение мира») А. П. Петрова (1976), «Щедрин-сюита» (1990)
- в Горьковском театре — «Сотворение мира» Петрова (1977)